# Chaetonotus ornatus
Chaetonotus ornatus is een buikharige uit de familie Chaetonotidae. De wetenschappelijke naam van de soort werd in 1897 voor het eerst geldig gepubliceerd door Daday. 